# Антропоноз
Антропоно́з (грец. ἄνθρωπος — людина, грец. νόσος — захворювання) — медичний термін, що означає таку інфекційну хворобу, яка відбувається виключно серед людей. Таким чином антропонозами (англ. Anthroponotic disease) називають групу таких захворювань, для яких джерелом інфекції є людина і ці хвороби перебігають виключно у людському середовищі, а до тварин можуть бути передані виключно при експериментальному зараженні.
Інфекційні хвороби, в яких джерелом виступають тварини, називають зоонозними. При цьому такі хвороби відбуваються серед тварин, але у певних ситуаціях можуть бути передані до людей. Іноді в медичній літературі ті зоонози, що можуть бути передані до людей, називають зооантропонозами.

## Приклади антропонозів
- Гепатит А[2]
- Менінгококова інфекція[3]
- Шигельоз[4]
- Черевний тиф[4]
- Поліомієліт[4]
- Холера[4]
- Амебіаз[4]
- Кір[4]